# Polnischer Fußballpokal 2007/08

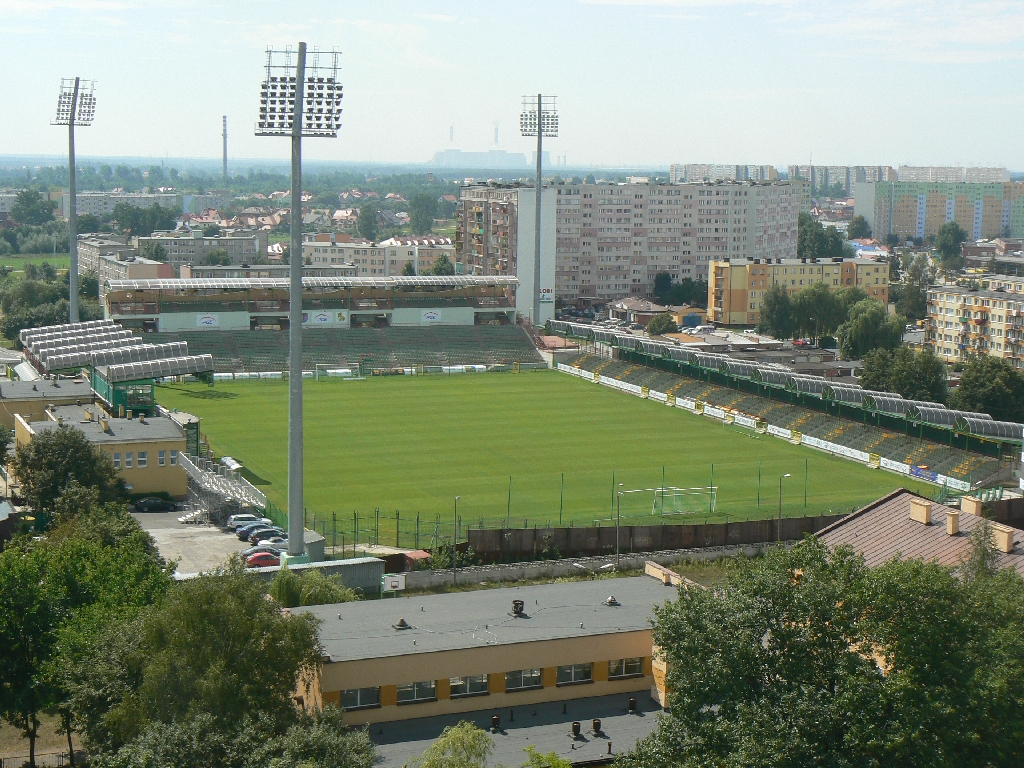
Das GKS-Stadion in Bełchatów, Austragungsort des polnischen Pokalfinales 2008

Der Puchar Polski 2007/08 war die 54. Ausspielung des polnischen Pokalwettbewerbs. Er begann am 1. August 2007 mit den Ausscheidungsspielen zur Vorrunde und endete am 13. Mai 2008 mit dem Finale. Austragungsort des Endspiels war wie im Vorjahr das GKS-Stadion in Bełchatów.
Legia Warschau gewann den nationalen Pokal bei seiner 19. Finalteilnahme zum 13. Mal. Endspielgegner Wisła Krakau erreichte zum 10. Mal das Finale und verlor dabei zum sechsten Mal. Durch den Pokalgewinn qualifizierte sich Legia für die Teilnahme an der 1. Qualifikationsrunde des UEFA-Pokals 2008/09.
Titelverteidiger Dyskobolia Grodzisk Wielkopolski schied im Halbfinale aus.

## Teilnehmende Mannschaften
Für die Hauptrunde waren folgende 66 Mannschaften qualifiziert:
| Ekstraklasa 16 Vereine der Saison 2006/07 | 2. Liga 18 Vereine der Saison 2006/07 | 32 regionale Teilnehmer der Woiwodschaften der Saison 2006/07 |
| Zagłębie Lubin GKS Bełchatów Legia Warschau KS Cracovia Dyskobolia Grodzisk Wielkopolski (TV) Lech Posen Korona Kielce Wisła Krakau ŁKS Łódź Odra Wodzisław Arka Gdynia Widzew Łódź Górnik Łęczna Górnik Zabrze Wisła Płock Pogoń Szczecin | Ruch Chorzów Jagiellonia Białystok Polonia Bytom Zagłębie Sosnowiec Lechia Gdańsk Polonia Warschau KS Polkowice Piast Gliwice Śląsk Wrocław Odra Opole KSZO Ostrowiec Świętokrzyski Podbeskidzie Bielsko-Biała ŁKS 1926 Łomża Kmita Zabierzów Stal Stalowa Wola Unia Janikowo Miedź Legnica Zawisza Bydgoszcz | - Ermland-Masuren Olimpia Elbląg - Jeziorak Iława - Großpolen Jarota Jarocin - Nielba Wągrowiec - Heiligkreuz Korona III Kielce - KSZO II Ostrowiec - Karpatenvorland Polonia Przemyśl - Stal Sanok - Kleinpolen Sandecja II Nowy Sącz - Okocimski KS Brzesko - Kujawien-Pommern Victoria Koronowo - Lech Rypin - Lebus GKP Gorzów Wielkopolski - Lechia Zielona Góra - Lublin Start Krasnystaw - Orlęta Radzyń Podlaski - Łódź Włókniarz Konstantynów Łódzki - Concordia Piotrków Trybunalski - Masowien Start Otwock - Znicz Pruszków - Niederschlesien Pogoń Oleśnica - Zagłębie II Lubin - Oppeln Skalnik Gracze - TOR Dobrzeń Wielki - Podlachien Ruch Wysokie Mazowieckie - Jagiellonia II Białystok - Pommern Bytovia II Bytów - KP Sopot - Schlesien GKS Tychy - Przyszłość Rogów - Westpommern Leśnik/Rossa Manowo - KP Police |

## Ausscheidungsspiele zur Vorrunde
Die Ausscheidungsspiele zur Vorrunde fanden am 1. August 2007 mit acht der 32 regionalen Vertreter aus den Woiwodschaften statt.
| Datum      |                   | Ergebnis |                          |
| ---------- | ----------------- | -------- | ------------------------ |
| 01.08.2007 | Jeziorak Iława    | 13:0 1   | Jagiellonia II Białystok |
| 01.08.2007 | Korona III Kielce | 0:4      | Sandecja II Nowy Sącz    |
| 01.08.2007 | Nielba Wągrowiec  | 3:0      | GKP Gorzów Wielkopolski  |
| 01.08.2007 | Przyszłość Rogów  | 13:0 1   | Polonia Przemyśl         |

## Vorrunde
Die Vorrundenspiele mit den Siegern der Ausscheidungsspiele zur Vorrunde sowie den 24 verbleibenden Regionalmannschaften fanden am 8. August 2007 statt.
| Datum      |                                 | Ergebnis              |                                |
| ---------- | ------------------------------- | --------------------- | ------------------------------ |
| 08.08.2007 | Ruch Wysokie Mazowieckie        | 13:0 1                | Olimpia Elbląg                 |
| 08.08.2007 | KP Sopot                        | 0:1                   | Jeziorak Iława                 |
| 08.08.2007 | Znicz Pruszków                  | 3:1                   | Start Krasnystaw               |
| 08.08.2007 | Skalnik Gracze                  | 13:0 1                | Zagłębie II Lubin              |
| 08.08.2007 | KSZO II Ostrowiec Świętokrzyski | 1:2                   | Przyszłość Rogów               |
| 08.08.2007 | Stal Sanok                      | 0:1                   | Sandecja II Nowy Sącz          |
| 08.08.2007 | Pogoń Oleśnica                  | 3:1                   | Lechia II Zielona Góra         |
| 08.08.2007 | Włókniarz Konstantynów Łódzki   | 2:1                   | Lech Rypin                     |
| 08.08.2007 | Orlęta Radzyń Podlaski          | 2:3                   | Start Otwock                   |
| 08.08.2007 | Victoria Koronowo               | 3:2                   | Nielba Wągrowiec               |
| 08.08.2007 | Jarota Jarocin                  | 3:0                   | KP Police                      |
| 08.08.2007 | GKS Tychy                       | 2:0                   | TOR Dobrzeń Wielki             |
| 08.08.2007 | Okocimski KS Brzesko            | 2:1                   | Concordia Piotrków Trybunalski |
| 08.08.2007 | Leśnik/Rossa Manowo             | 1:1 n. V. (3:4 i. E.) | Bytovia II Bytów               |

## 1. Runde
Die Spiele der 1. Runde fanden am 29. August und 4. September 2007 statt. Es nahmen die 14 Gewinner der Vorrundenspiele sowie die 18 Mannschaften der 2. Liga teil.
| Datum       |                               | Ergebnis              |                              |
| ----------- | ----------------------------- | --------------------- | ---------------------------- |
| 29.08.2007  | Ruch Wysokie Mazowieckie      | 1:2                   | Jagiellonia Białystok        |
| 29.08.2007  | Jeziorak Iława                | 3:1                   | ŁKS 1926 Łomża               |
| 29.08.2007  | Znicz Pruszków                | 1:0                   | Piast Gliwice                |
| 29.08.2007  | Przyszłość Rogów              | 1:2                   | Unia Janikowo                |
| 29.08.2007  | Sandecja II Nowy Sącz         | 0:0 n. V. (3:2 i. E.) | Podbeskidzie Bielsko-Biała   |
| 29.08.2007  | Pogoń Oleśnica                | 3:0                   | KS Polkowice                 |
| 29.08.2007  | Włókniarz Konstantynów Łódzki | 0:0 n. V. (1:3 i. E.) | Stal Stalowa Wola            |
| 29.08.2007  | Start Otwock                  | 2:1                   | Polonia Bytom                |
| 29.08.2007  | Victoria Koronowo             | 1:0                   | KSZO Ostrowiec Świętokrzyski |
| 29.08.2007  | Jarota Jarocin                | 1:4                   | Lechia Gdańsk                |
| 29.08.2007  | GKS Tychy                     | 3:0                   | Kmita Zabierzów              |
| 29.08.2007  | Okocimski KS Brzesko          | 0:2                   | Zagłębie Sosnowiec           |
| 29.08.2007  | Bytovia II Bytów              | 0:1                   | Polonia Warschau             |
| 29.08.2007  | Miedź Legnica                 | 2:3                   | Śląsk Wrocław                |
| 04.09.2007  | Skalnik Gracze                | 2:3                   | Odra Opole                   |
| ohne Termin | Zawisza Bydgoszcz             | 10:3 1                | Ruch Chorzów                 |

## 2. Runde
Die Spiele der 2. Runde fanden am 25. September 2007 statt. Es nahmen die 16 Gewinner der 1. Runde sowie die 16 Mannschaften der Ekstraklasa teil.
| Datum      |                       | Ergebnis              |                                  |
| ---------- | --------------------- | --------------------- | -------------------------------- |
| 25.09.2007 | Śląsk Wrocław         | 2:2 n. V. (4:5 i. E.) | Wisła Krakau                     |
| 25.09.2007 | GKS Tychy             | 0:0 n. V. (4:2 i. E.) | Odra Wodzisław                   |
| 25.09.2007 | Jagiellonia Białystok | 2:4                   | Widzew Łódź                      |
| 25.09.2007 | Lechia Gdańsk         | 2:2 n. V. (5:4 i. E.) | Górnik Zabrze                    |
| 25.09.2007 | Pogoń Oleśnica        | 0:3                   | Wisła Płock                      |
| 25.09.2007 | Polonia Warschau      | 3:2                   | Lech Posen                       |
| 25.09.2007 | Znicz Pruszków        | 2:5                   | Cracovia                         |
| 25.09.2007 | Ruch Chorzów          | 2:0                   | Górnik Łęczna                    |
| 25.09.2007 | Victoria Koronowo     | 0:3                   | Zagłębie Lubin                   |
| 25.09.2007 | Odra Opole            | 1:0                   | GKS Bełchatów                    |
| 25.09.2007 | Jeziorak Iława        | 1:2                   | Dyskobolia Grodzisk Wielkopolski |
| 25.09.2007 | Sandecja II Nowy Sącz | 0:4                   | Legia Warschau                   |
| 25.09.2007 | Zagłębie Sosnowiec    | 0:2                   | Korona Kielce                    |
| 25.09.2007 | Stal Stalowa Wola     | 13:0 1                | Pogoń Szczecin                   |
| 25.09.2007 | Unia Janikowo         | 1:2                   | Arka Gdynia                      |
| 25.09.2007 | Start Otwock          | 0:1                   | ŁKS Łódź                         |

## 3. Runde
Die Spiele der 3. Runde fanden am 30. und 31. Oktober  sowie am 18. November 2007 statt.
| Datum      |                   | Ergebnis |                                  |
| ---------- | ----------------- | -------- | -------------------------------- |
| 30.10.2007 | Ruch Chorzów      | 1:0      | Widzew Łódź                      |
| 30.10.2007 | Odra Opole        | 0:2      | Zagłębie Lubin                   |
| 30.10.2007 | Polonia Warschau  | 3:1      | Korona Kielce                    |
| 30.10.2007 | Stal Stalowa Wola | 1:3      | Dyskobolia Grodzisk Wielkopolski |
| 31.10.2007 | Cracovia          | 0:1      | Arka Gdynia                      |
| 31.10.2007 | GKS Tychy         | 1:3      | Wisła Krakau                     |
| 31.10.2007 | Legia Warschau    | 1:0      | ŁKS Łódź                         |
| 18.11.2007 | Lechia Gdańsk     | 5:1      | Wisła Płock                      |

## Viertelfinale
Die Spiele wurden in Hin- und Rückspielen ausgetragen. Die erstgenannten Mannschaften hatten zuerst Heimrecht. Die Hinspiele fanden am 1. und 2. April, die Rückspiele am 8. und 9. April 2008 statt.
|                                  | Gesamt |                  | Hinspiel | Rückspiel |
| -------------------------------- | ------ | ---------------- | -------- | --------- |
| Dyskobolia Grodzisk Wielkopolski | 2:1    | Ruch Chorzów     | 1:0      | 1:1       |
| Arka Gdynia                      | 1:2    | Wisła Krakau     | 0:0      | 1:2       |
| Zagłębie Lubin                   | 8:2    | Polonia Warschau | 5:0      | 3:2       |
| Legia Warschau                   | 2:0    | Lechia Gdańsk    | 1:0      | 1:0       |

## Halbfinale
Die erstgenannten Mannschaften hatten zuerst Heimrecht. Die Hinspiele fanden am 22. und 23. April, die Rückspiele am 29. und 30. April 2008 statt.
|                | Gesamt    |                                  | Hinspiel | Rückspiel |
| -------------- | --------- | -------------------------------- | -------- | --------- |
| Wisła Krakau   | 1:0       | Dyskobolia Grodzisk Wielkopolski | 0:0      | 1:0       |
| Legia Warschau | (A)1:1(A) | Zagłębie Lubin                   | 0:0      | 1:1       |

## Finale
| Legia Warschau                            | Legia Warschau | Wisła Krakau | Wisła Krakau |
| ----------------------------------------- | --- | --- | ------------ |
| Legia Warschau                            | \| 13. Mai 2008 in Bełchatów (GKS-Stadion) \| \| Ergebnis: 0:0 n. V., 4:3 i. E. \| \| Zuschauer: 5.000 \| \| Schiedsrichter: Grzegorz Gilewski (Radom) \| | \| 13. Mai 2008 in Bełchatów (GKS-Stadion) \| \| Ergebnis: 0:0 n. V., 4:3 i. E. \| \| Zuschauer: 5.000 \| \| Schiedsrichter: Grzegorz Gilewski (Radom) \| | Wisła Krakau |
| Legia Warschau                            | Ján Mucha – Wojciech Szala, Inaki Astiz Ventura, Dickson Choto, Jakub Wawrzyniak – Miroslav Radović, Aleksandar Vuković, Roger, Maciej Rybus (80. Kamil Majkowski) – Bartłomiej Grzelak (84. Ariel Borysiuk), Takesure Chinyama (112. Marcin Smoliński) Cheftrainer: Jan Urban | Mariusz Pawełek – Marcin Baszczyński, Arkadiusz Głowacki, Cléber, Piotr Brożek – Wojciech Łobodziński (60. Tomáš Jirsák), Radosław Sobolewski, Mauro Cantoro, Marek Zieńczuk – Rafał Boguski (99. Junior Diaz), Radosław Matusiak (46. Jean Paulista) Cheftrainer: Maciej Skorża | Wisła Krakau |
| Legia Warschau                            | Elfmeterschießen | | Wisła Krakau |
| Legia Warschau                            | 1:0 Wojciech Szala 2:1 Roger 3:2 Marcin Smoliński 0 Aleksandar Vuković 4:3 Jakub Wawrzyniak | 1:1 Arkadiusz Głowacki 2:2 Marek Zieńczuk 3:3 Cléber 0 Jean Paulista 0 Marcin Baszczyński | Wisła Krakau |
| Legia Warschau                            | Wojciech Szala, Jakub Wawrzyniak, Roger, Kamil Majkowski, Ariel Borysiuk | Cléber, Mauro Cantoro, Jean Paulista | Wisła Krakau |
| 13. Mai 2008 in Bełchatów (GKS-Stadion)   | | |              |
| Ergebnis: 0:0 n. V., 4:3 i. E.            | | |              |
| Zuschauer: 5.000                          | | |              |
| Schiedsrichter: Grzegorz Gilewski (Radom) | | |              |